# František Vítek
František Vítek (* 17. září 1938 Puchlovice) je bývalý československý, resp. český dostihový jezdec, dvojnásobný vítěz Velké pardubické a dostihový trenér.
Mládí
Mladí strávil v rodných Puchlovicich. Jeho rodiče vlastnili 14 ha půdy. Přezdívalo se jim Vítek chalupský, protože v obci bylo Vítků povíce. Na měšťanku chodil do Libčan. Zde často hrávali fotbal. 20.10.1946 poprvé viděl na vlastní oči Velkou Pardubickou. Ten rok vyhrál Miloš Svoboda s Titanem. V roce 1953, kdy František chodil do 9.třídy, se doma rozhodovalo, kam půjde dál. Nakonec nastoupil na nově otevřenou Učňovskou školu zemědělskou.

## Vzdělání
V letech 1953–1955 se učil u trenéra Karla Truhláře na Učňovské škole zemědělské (dnes Střední škola dostihového sportu a jezdectví) obor ošetřovatel dostihových koní a jezdec z povolání. Učni byli ubytováni v Trnové. Zde také probíhala zejména výuka teorie. Praktická část výuky se konala převážně ve Velké Chuchli.
V letech 1963–1965 dálkově studoval střední zemědělskou technickou školu v Poděbradech.
Vojna
Narukoval 1.11.1957. Ke stejnému útvaru byl přidělen i jeho nejlepší kamarád Miroslav Janáček. Sloužil 2 roky na tzv. Čáře, což byla hranice mezi Československem a Rakouskem. Mimo jiné tu měli za úkol ošetřovat koně. Dotáhl to na desátníka. U roty měl funkci velitele jezdeckého roje. Kromě vojáků svého družstva měl pod sebou i 4 jezdecké a 2 tažné koně.

## Vítězství ve Velké pardubické
František Vítek startoval ve Velké pardubické šestkrát, z toho dvakrát tento dostih vyhrál, a to 74. ročník 13. října 1963 s 12letým hnědákem Koran (Gradivo – Korouhev po Simson) a 76. ročník 10. října 1965 se sedmiletou hnědkou Mocná (Masis – Morava).

## Trenér
Trenérem se stal ve 30 letech. Na trenéry už se žádná hmotnostní omezení nevztahují a tak se mohl věnovat rovinovým dostihům, když už v jezdecké části své kariéry to nebylo možné. V letech 1974–1991 spolupracoval s Vlastimilem Smolíkem. Trenérství „pověsil na hřebík“ v roce 2006.